# Escrupulosidade
Escrupulosidade é um distúrbio psicológico caracterizado principalmente por sentimento de culpa patológica ou obsessão relacionada a questões morais ou religiosas.

## História

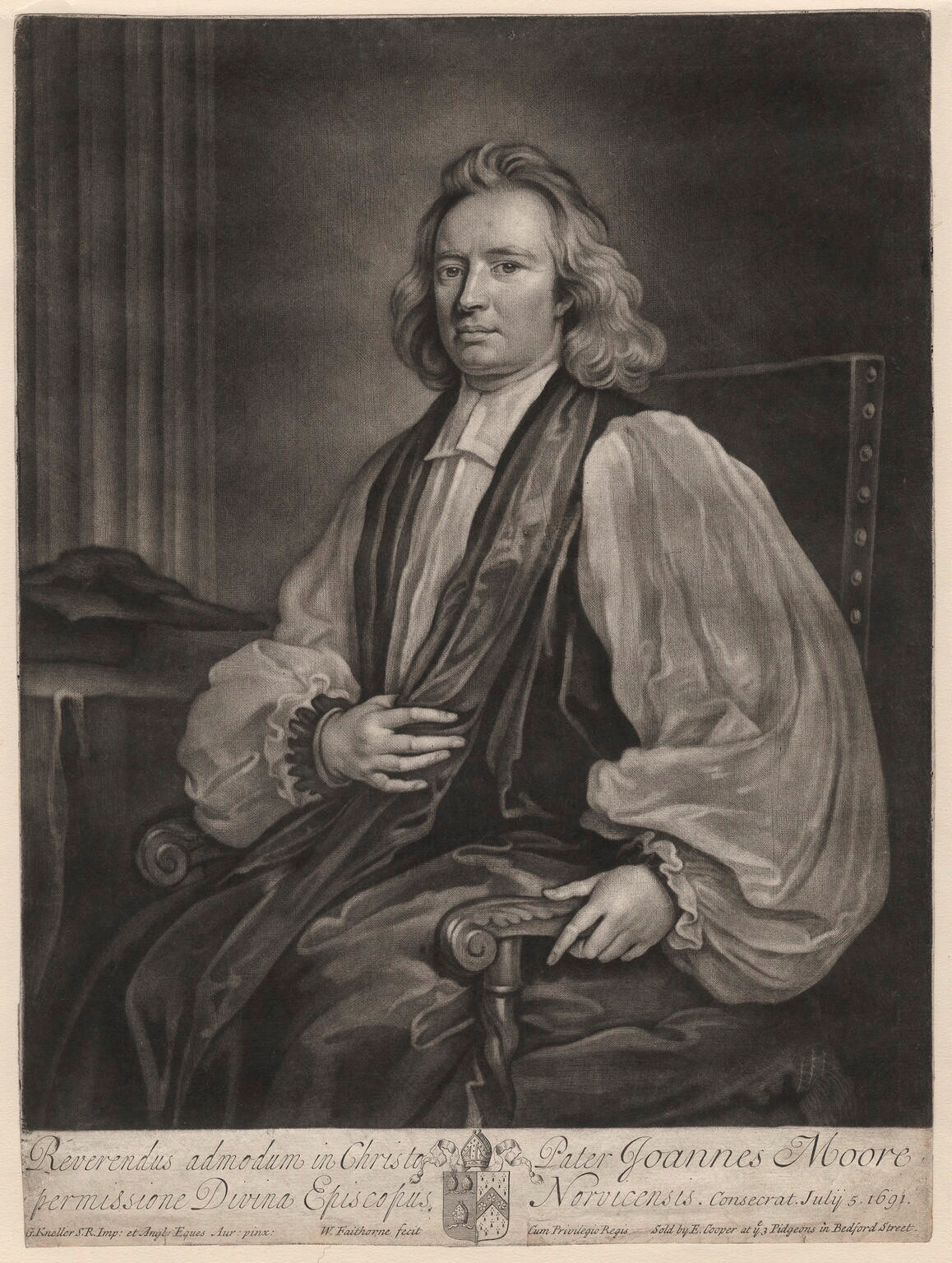
John Moore (1646 – 1714) foi o primeiro a descrever o distúrbio, chamando-o de "melancolia religiosa".".

Escrupulosidade é um problema psicológico moderno que ecoa um uso tradicional do termo escrúpulos em um contexto religioso, por exemplo, por católicos, para significar preocupação obsessiva com os próprios pecados e desempenho compulsivo de devoção religiosa. Este uso do termo data do século XII. Várias figuras históricas e religiosas sofreram com dúvidas sobre o pecado e expressaram suas dores. Santo Inácio de Loyola, fundador da Ordem dos Jesuítas, escreveu "depois de ter pisado uma cruz formada por duas palhas... vem-me sem pensar que pequei... isso provavelmente é um escrúpulo e tentação sugeridos pelo inimigo."  Santo Afonso de Ligório, o fundador dos Redentoristas, escreveu sobre isso como "medo infundado de pecar que surge de 'ideias errôneas'". Santa Teresinha de Lisieux afirmou que se recuperou de sua condição após 18 meses, escrevendo que "Teria que passar por este martírio para entendê-lo bem."

## Tratamento
O tratamento da escrupulosidade na psicoterapia é semelhante ao de outras formas de transtorno obsessivo-compulsivo 
A Exposição com Prevenção de Resposta (ERP), uma forma de psicoterapia cognitivo-comportamental, é amplamente usada para o TOC em geral e pode ser promissora, em particular, por escrupulosidade  .
No entanto, o ERP é consideravelmente mais difícil de implementar no caso de escrupulosidade do que outros distúrbios do DOC, uma vez que a escrupulosidade geralmente está ligada a questões espirituais que não são situações e objetos específicos. Por exemplo, o ERP não é viável para um homem obcecado por sentimentos que Deus o rejeitou e o está punindo e, em qualquer caso, não deve  contrastar com a moral do paciente .
De qualquer forma, quando o ERP não é viável, a terapia cognitiva pode ser apropriada .
Outras estratégias terapêuticas consistem em apontar as contradições entre comportamentos compulsivos e ensinamentos morais ou religiosos; Durante séculos, figuras religiosas sugeriram estratégias semelhantes ao ERP. O aconselhamento religioso pode ser útil na adaptação das crenças associadas ao distúrbio  .
No campo religioso, no passado, algumas autoridades religiosas conhecidas, como o fundador dos jesuítas, Loyola, e os redentoristas, Liguori, começaram a sugerir técnicas comportamentais para gerenciar esse distúrbio 
No livro   A Thousand Frightening Fantasies , o autor discute as principais preocupações do escrupuloso e como tratá-los.
Poucas evidências estão disponíveis sobre o uso de drogas no tratamento da escrupulosidade . Embora drogas serotoninérgicas sejam frequentemente usadas para o tratamento de transtorno obsessivo-compulsivo , estudos sobre o tratamento farmacológico da escrupulosidade ainda são escassos  .
International OCD Foundation (OCDF) / Fundação Internacional do TOC (OCDF). Organização sem fins lucrativos dedicada a dar suporte a indivíduos com transtorno obsessivo-compulsivo (OCDF), desde 1986 levanta fundos para pesquisa; compila e divulga as informações mais recentes sobre tratamento, incluindo escrupulosidade .
Managing Scrupulosity/  Administrando a Escrupulosidade. Um serviço do Pe. Thomas M Santa, C.Ss.R., (um padre católico romano). Pe. Thomas M Santa tem ministrado às pessoas com escrúpulos por mais de 20 anos.

## Leituras
- Beattie, Trent (2011). Scruples and Sainthood. Loreto Publications 2011. ISBN 978-1-9302-7896-7. (Englisch)
- Fr. Thomas M. Santa, CSS. Understanding Scrupulosity (2017).
- William Van Ornum, A Thousand Frightening Fantasies: Understanding and Healing Scrupulosity and Obsessive Compulsive Disorder, Crossroad Pub., 1997, ISBN 978-0-8245-1605-5. URL consultato il 18 maggio 2019.
- Joseph W. Ciarrocchi, The Doubting Disease: Help for Scrupulosity and Religious Compulsions, Paulist Press, 1995, ISBN 978-0-8091-3553-0.